# كالكوفيليت
كالكوفيليت هو معدن ثانوي نادر للنحاس والألومنيوم من معادن الزرنيخات، ويحوي كذلك على الكبريتات والهيدروكسيد، بحيث أن الوحدة البلورية المتكررة ذات صيغة على الشكل Cu18Al2(AsO4)4(SO4)3(OH)24·36(H2O).
اكتشف الكالكوفيليت في ألمانيا وأطلق عليه في وقت من الأوقات في بريطانيا اسم تاراميت taramite، وهو حالياً غير مستخدم. أطلق عالم المعادن آوغست برايتهاوبت اسم كالكوفيليت على هذا المعدن، وذلك من الإغريقية، والتي تعني صفائح النحاس.